# 七ヶ所まいり

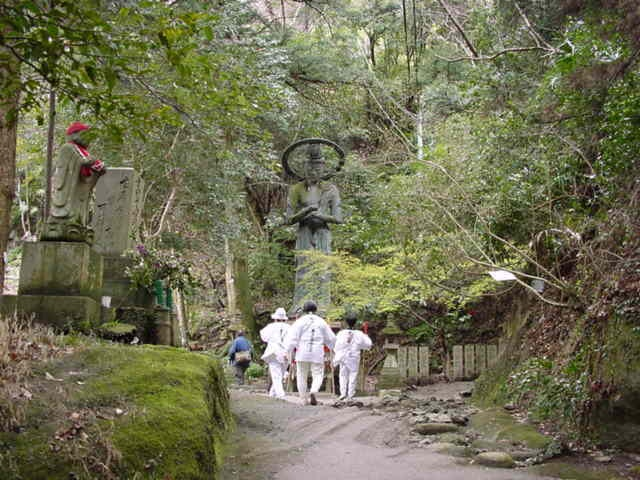
七ヶ所まいりの参道

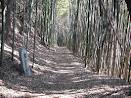
遍路古道

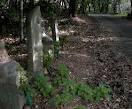
遍路道中の石仏

七ヶ所まいり（しちかしょまいり、ななかしょまいり）とは、四国八十八箇所霊場のうち、香川県にある第71番札所弥谷寺から第77番道隆寺までを遍路する参拝方法の総称。江戸時代後期の寛政12年（1800年）に書かれた『四国八十八番寺社名勝』には「足よはき人は此印七り七ヶ所めぐれば四国巡拝にじゅんず」とあり、古来1日で巡礼できる遍路として利用されていたことが窺える。

## 概要
それまで修行者が多く巡礼していたものが、江戸時代ごろから庶民の間で流行するようになった。その1つが四国八十八箇所である。これを模して小豆島には小豆島八十八ヵ所霊場・江戸には御府内八十八ヵ所霊場など、全国各地に大小さまざまな巡礼地が作られた。また、近年では四国別格二十霊場や新四国曼荼羅霊場なども各地で作られているが、これらは「移し霊場」または「写し霊場」と呼ばれ、四国遍路隆盛の証左とも言われる。
七ヶ所まいりは、四国八十八箇所巡礼が困難なものが阿波一国参りや讃岐一国参りとして、短期間で巡礼できる遍路としてはじめたことから発祥したとされる。
また、71番より遍路を始める風習は、弥谷寺ふもとの多度津湾が金刀比羅宮に参拝するための海の玄関口として栄えていたこと。1770年以降より旅籠屋で配られた道中案内記によれば、善通寺を誕生の地、弥谷寺を入学の地、海岸寺を産湯の地として金比羅山とあわせて紹介しており、四国八十八箇所遍路の大衆化以前より、弘法大師ゆかりの三箇所と金比羅山の参詣がすでに一般化していたことなどが理由とされている。
いずれにしても、当時の旅籠屋が発行した観光ガイドが金比羅参詣や弘法大師ゆかりの地の三箇所、そして七ヶ所まいり等の参拝方法の紹介役を担ったことが分かる。

## 七ヶ所まいり参拝順路
1. 四国霊場第71番 - 弥谷寺（大黒天）
2. 四国霊場第72番 - 曼荼羅寺（福禄寿）
3. 四国霊場第73番 - 出釈迦寺（恵比寿神）
4. 四国霊場第74番 - 甲山寺（毘沙門天）
5. 四国霊場第75番 - 善通寺（布袋尊）
6. 四国霊場第76番 - 金倉寺（弁財天）
7. 四国霊場第77番 - 道隆寺（寿老人）

### 書籍
- 宮崎建樹『四国遍路ひとり歩き同行二人 地図編 第6・7・8版』（へんろみち保存協力会、2004 - 2007年）
- 築達榮八『先達教典』（四国八十八ヶ所霊場会、平成18年発行）
- 四国八十八ヶ所の歩き方（ゼンリン、平成12年発行）
- 頼富本宏・白木利幸著『四国遍路の研究』（国際日本文化研究センター、2001年発行）
- 近藤喜博編『四国霊場記集』（勉誠社、昭和46年発行）
- 五来重『空海の足跡』（角川選書、平成6年発行）
- 白木利幸『巡礼・参拝用語辞典』（朱鷺書房、1994年発行）

### 古文書
- 澄禅『四国辺路日記』（承応二年・1653年） - 現存最古の遍路の本格的資料
- 納札『奉納七ヶ所遍路同行二人』（明暦3年・1657年） - 愛媛県松山市指定有形民俗文化財
- 『金刀比羅宮参詣精密案内記』（明治31年） - 七ヶ所まいりと金比羅宮をあわせた八箇所霊場巡拝の事と題した記述がある。
- 寂本『四國禮霊場記』（元禄2年・1689年） - 71番〜77番を巡礼することを七箇所まいりと記述。